# Cumberland (ancienne circonscription fédérale)
Pour les articles homonymes, voir Cumberland.
Cumberland fut une circonscription électorale fédérale de Nouvelle-Écosse. La circonscription fut représentée de 1867 à 1968.
C'est l'Acte de l'Amérique du Nord britannique de 1867 qui créa la circonscription électorale de Cumberland. Abolie en 1966, elle fut fusionnée à la circonscription de Cumberland—Colchester—Nord.

## Géographie
En 1867, la circonscription de Cumberland comprenait:
- Le comté de Cumberland

## Députés
1. 1867-1884 — Charles Tupper, Conservateur
2. 1884¹-1887 — Charles James Townshend, Libéral-conservateur
3. 1887-1888 — Charles Tupper, Conservateur (2)
4. 1888¹-1896 — Arthur Rupert Dickey, Conservateur
5. 1896-1908 — Hance J. Logan, Libéral
6. 1908-1921 — Edgar N. Rhodes, Conservateur
7. 1921-1925 — Hance J. Logan, Libéral (2)
8. 1925-1935 — Robert Knowlton Smith, Conservateur
9. 1935-1940 — Kenneth Judson Cochrane, Libéral
10. 1940-1953 — Percy Chapman Black, Progressiste-conservateur
11. 1953-1957 — Azel Randolph Lusby, Libéral
12. 1957-1968 — Robert C. Coates, Progressiste-conservateur

- ¹ = Élections partielles